# Joseph Otto Plassmann
Joseph Otto Plassmann, oft auch Plaßmann, (* 12. Juni 1895 in Warendorf in Westfalen; † 12. Januar 1964 in Celle) war ein deutscher Germanist, Hochschullehrer und führendes Mitglied der nationalsozialistischen Forschungsgemeinschaft Deutsches Ahnenerbe.

## Frühe Jahre
Joseph Otto Plassmann war der Sohn des Arnsberger Oberlehrers und späteren ordentlichen Honorar-Professors für Astronomie Joseph Plassmann. Die von ihm selbst zu verschiedenen Anlässen gefertigten Lebensläufe weisen erhebliche Differenzen auf. Als gesichert kann angenommen werden, dass er von 1901 bis 1905 die katholische Volksschule in Münster besuchte und dort ab 1905 das Gymnasium Paulinum. Nach dem Abitur nahm er an der Westfälischen Wilhelms-Universität in Münster das „Studium der germanischen, anglistischen und romanischen Philologie“ auf und befasste sich daneben auch mit der Altertums- und Volkskunde.
Im Jahr 1944 gab Plassmann an, vom 1. September 1914 bis zum 6. November 1916 im Infanterie-Regiment 13 gedient zu haben. Bis zum 15. Februar 1915 sei er als Frontkämpfer eingesetzt gewesen. Sein letzter Dienstgrad war der eines Gefreiten. An Orden und Ehrenzeichen habe er erhalten: Eisernes Kreuz II. Klasse (1914), Verwundetenabzeichen, Kriegsverdienstkreuz II. Klasse und das Ehrenkreuz für Frontkämpfer.
In einem Lebenslauf, datiert auf den 18. September 1943 und beim Reichsministerium für Wissenschaft, Erziehung und Volksbildung vorgelegt, gab er an, im Winter 1914/15 in Russland an Kopf und Lunge schwer verwundet worden zu sein. Nach seiner Genesung habe er sein Studium in Münster fortgesetzt. An anderer Stelle wiederum gab Plassmann an, er habe sich zur Deutschen Zivilverwaltung nach Brüssel im besetzten Belgien gemeldet, wo er im Heeresgefolge bis November 1918 als Hilfsreferent flämische Volkspolitik, Sprachenfragen und Schulfragen bearbeitete und unter anderem die Kommission zur Festsetzung der Sprachgrenze in Brabant leitete. Zu dieser Zeit lernte er Herman Wirth kennen. Als Besatzungssoldat förderte Plassmann massiv die Flämische Bewegung irredentistischer Belgier.
Von 1919 bis 1921 war Plassmann Zugführer der Einwohnerwehr in Münster. Ab 1920 verfasste Plassmann zahlreiche Aufsätze und Bücher völkischen, volkstümlichen und germanenkundlichen Inhalts. Ende 1920 legte er die Staatsprüfung für das Höhere Lehramt (Deutsch, Englisch und Französisch) ab und 1921 promovierte er mit der Vorlage einer Dissertation über Die Werke der Zuster Hadewych, („eines der ältesten niederländischen Literaturdenkmäler und ein frühes Zeugnis der germanischen Mystik“) zum Dr. phil.
Wegen seiner Kriegsverletzungen wurde er sowohl für die von ihm angestrebte Bibliothekslaufbahn als auch für den höheren Schuldienst abgelehnt. Danach arbeitete Plassmann als freier Schriftsteller und Privatgelehrter „im Sinne einer Wiederbelebung des germanischen Gedankens“ und übersetzte die „Orphischen Hymnen“ und die Epistolae obscurorum virorum. Während seiner Klinikaufenthalte 1924 in Davos lernte Plassmann Wilhelm Gustloff, den Landesgruppenleiter der Schweizer Auslandsorganisation der NSDAP, kennen, und arbeitete bis zur Ermordung Gustloffs mit ihm zusammen. In dieser Zeit lernte er außerdem den Verleger Eugen Diederichs kennen und arbeitete mit ihm an der Schriftenreihe „Deutsche Volkheit“, welche einen Aufriss der deutschen Geschichte und Volkskultur vom volkhaften Gesichtspunkt aus versuchte. Ab 1927 beteiligte er sich auch an den Forschungen von Wilhelm Teudt. Plassmann wurde Teudts wissenschaftlicher Berater. Allerdings hielt er Teudt für einen Laien und riet ihm, die altgermanischen Sprachen zu lernen, um sich ein eigenes Urteil in wichtigen Dingen erlauben zu können. Teudt war jedoch nicht dazu zu bewegen.

## Rolle im Nationalsozialismus
1929 trat er dem Nationalsozialistischen Kriegsopferverband der NSDAP bei. Von 1936 bis 1943 war er Herausgeber der Zeitschrift „Germanien, Monatshefte für Germanenkunde“, dem Organ der SS-Organisation Ahnenerbe. Ab 1933 leitete er die Wanderausstellungen von Herman Wirth. Zum 1. Januar 1937 trat er als SS-Hauptsturmführer der SS bei, er wurde auf Vorschlag des SS-Brigadeführers Hermann Reischle Abteilungsleiter im „Rassenamt“ beim Rasse- und Siedlungshauptamt (RuSHA) der SS und in den Persönlichen Stab des Reichsführers SS (Heinrich Himmler) aufgenommen (SS-Nummer 278.272). Für 1937 ist in diesem „Amt“ seine stellvertretende Leitung der Abteilung „Gesittung“ belegt. Zum 22. November 1937 wurde er aus der SS entlassen. Ende 1937 wurde er Leiter der Lehr- und Forschungsstätte für germanische Kulturwissenschaft und Landschaftskunde des SS-Ahnenerbes, genannt „Führer“.
Nach Beginn des Zweiten Weltkrieges im Juli 1939 wurde Plassmann vom „Ahnenerbe“ im Rahmen der Umsiedlung der Südtiroler in Bozen eingesetzt. 1940 wurde er als SS-Hauptsturmführer dem Einsatzkommando West unter Helmut Knochen zugeteilt, er war zum 1. Juli 1940 wieder in die SS aufgenommen worden. 1943 habilitierte Plassmann sich in Tübingen bei Hermann Schneider, 1943 wurde er Dozent an der Universität Tübingen für Germanenkunde und Nordische Philologie. Im März 1944 übernahm er eine Lehrstuhlvertretung für germanische Volkskunde an der Universität Bonn, am 26. Oktober 1944 wurde er dort zum planmäßigen außerordentlichen Professor für Deutsche Volkskunde ernannt. Zum 20. April 1944 wurde er zum SS-Obersturmbannführer befördert.

## Bedeutung für Heinrich Himmler
Plassmann hatte sich einen Namen als Kenner der Geschichte der Ottonen gemacht. Dazu führt der kanadische Historiker Michael H. Kater in seiner Untersuchung zum „Ahnenerbe“ aus: „In dem Maße, wie imperialistische Gedankengänge das Propagandagut des NS-Regimes prägten, wurde auch das Schrifttum der himmlerschen Forschungsgemeinschaft (‚Ahnenerbe‘) damit durchsetzt. Diesem Entwicklungsstand gab J. O. Plassmann sinnfälligen Ausdruck, als er im Juli 1939 zu Kiel an Heinrichs I. Ostpolitik erinnerte (Titel des Vortrags: ‚Die Ostpolitik Heinrichs I.‘). Zur ‚Schaffung und Wiedergewinnung des deutschen völkischen Lebensraumes‘ vor tausend Jahren beschwor er als eine aktuelle Parallele jenes politischen Eroberungsprinzips, das die höchsten Führer des Regimes damals gerade auf ihren Schild geschrieben hatten, darunter nicht zuletzt Heinrich Himmler, der sich den ersten Heinrich in mehr als einer Hinsicht noch zum Vorbild nehmen sollte“.
Mit seiner 1943 vom Germanisten Hermann Schneider in Tübingen angenommenen Habilitationsschrift wollte Plassmann laut Walther Wüst, Präsident und Kurator des „Ahnenerbes“ und ab 1941 Rektor der Münchener Universität, „das Geschichtsbild der Sachsenkaiser auf altgermanischer Grundlage aufbauen, dieses Geschichtsbild so der römischen Geschichtsklitterung endgültig entreißen und damit die Absichten des Reichsführers SS in einer Weise und Stärke mit verwirklichen helfen, wie sie eindrucksvoller nicht gedacht werden kann“.

## Nachkriegszeit
Plassmann wurde 1945 entlassen und 1958 emeritiert. Nach 1945 wies er mehrfach darauf hin, dass er zu keiner Zeit Mitglied in der NSDAP war. Tatsächlich konnte bis heute kein Beleg für eine solche Mitgliedschaft gefunden werden. Darauf weist auch Gerd Simon in seiner Studie hin. Plassmann beschrieb sich selbst als „Widerständler“ und betonte in diesem Zusammenhang wiederholt, dass er im September 1937 wegen einer Zeugenaussage gegen die Hitler-Jugend aus der SS entfernt worden war. 1954 wurde er Vorsitzender des Bund deutscher Kriegsbeschädigter und Kriegshinterbliebener (BDKK). 1958 erhielt Plassmann die Rechtsstellung eines entpflichteten außerordentlichen Professors.
In der Deutschen Demokratischen Republik wurden Plassmanns Schriften Germanische Kulturgeschichte (1935) und Ehre ist Zwang genug (1942) auf die Liste der auszusondernden Literatur gesetzt.

## Werke
- Geschichte der Stadt Münster in Westfalen. Von den ältesten Zeiten bis zur Gegenwart. 1925.
- Das Leben des Kaisers Friedrich II. von Hohenstaufen. 1927.
- König Heinrich der Vogler. 1928.
- Das Leben Kaiser Konrads des Zweiten des Saliers. 1928.
- Wikingerfahrten und Normannenreiche. 1929.
- Das Leben Kaiser Ottos des Großen. Nach den Quellen erzählt.
- Der Schmuck im nordischen Volksglauben. 1938.
- Deutschösterreichs germanische Sendung. 1939.
- Deutsches Land kehrt heim. Ostmark und Sudetenland als germanischer Volksboden. 1939.
- Kleine Kostbarkeiten aus Kunst und Geschichte. 1940.
- Ehre ist Zwang genug, Gedanken zum deutschen Ahnenerbe, Berlin-Dahlem 1941.
- Die Ostpolitik Heinrich I. In: Herbert Jankuhn: Das "Ahnenerbe". Bericht über die Kieler Tagung 1939. Karl Wachholtz, Neumünster 1944, S. 203–210.
- Briefe von Dunkelmännern an Magister Ortvinus Gratius aus Deventer, Professor der schönen Künste zu Cöln. Aus dem Küchenlateinischen übertragen durch Jodocum Plassmann, Magister der freien Künste und demütigen, wenngleich unwürdigen Doktor der Philosophie. Nordland-Verlag, Berlin 1940.